# Núi lửa Imbabura
Imbabura là một núi lửa dạng tầng không hoạt động ở miền bắc Ecuador. Mặc dù núi đã không phun trào ra trong tổi thiểu 14.000 năm, nó không được cho là ngừng hoạt động. Imbabura được liên tục giới hạn với tuyết và không có sông băng cố định.
Được bao phủ trong tro núi lửa, các sườn núi của Imbabura đặc biệt màu mỡ. Ngoài các khu rừng sương mù phân bố phía bắc dãy núi Andes đến độ cao 3000 m, vùng đất xung quanh Imbabura được canh tác rộng rãi. Ngô, mía và đậu là tất cả các loại cây trồng chủ lực của khu vực. bò nhà cũng là một mặt hàng quan trọng, và phần lớn đất đai trong và xung quanh Imbabura, đặc biệt là những đồng cỏ cao trên đường giới hạn cây gỗ, được sử dụng để chăn thả gia súc.

## Địa lý và địa chất
Imbabura là một ngọn núi lửa ở phía nam vành đai lửa Thái Bình Dương. Khi mảng Nazca bị chìm dưới mảng Nam Mỹ, nó bị tan chảy khi tiếp xúc với quyển mềm nóng hơn. Tảng đá nóng chảy này, khối lượng riêng thấp hơn lớp vỏ phía trên nó, trồi lên bề mặt. Kết quả là một vòng cung núi lửa, trong đó bao gồm Imbabura, 100–300 km từ khu vực giảm sút.
Imbabura là sản phẩm của các vụ phun trào Stromboli, so với phun trào Pliny, có cường độ tương đối thấp và khối lượng thấp. Chúng thường được đặc trưng khi phóng ra các bọt đá, lapilli và bom nham thạch, cũng như sự tích tụ của tephra tối xung quanh lỗ thông hơi núi lửa. Dạng này tạo thành một khối nón bọt đá. Hình nón của Imbabura tương đối tiếp xúc với sự xói mòn và dễ nhận dạng.
Trên thực tế, ngọn núi là một phức hợp của những hình nón bọt đá với chiều cao khác nhau. Nhiều người trong số chúng được đặt tên, bao gồm el Cubilche, Azaya (hoặc Huarmi Imbabura), Pangaladera, Cunrru, Artezón, Zapallo Loma, Angaraloma và Araque.
Imbabura đã hoạt động trong thời kỳ Pleistocen muộn và thời kỳ Holocene sớm, lần cuối cùng khoảng 14.000 năm trước. Dòng vụn nhiệt tương lai từ bất kỳ khối nón nào của Imbabura có thể gây ra một mối đe dọa nghiêm trọng, tuy nhiên. Từ khối nón Azaya quay về phía Tây, dòng vụn nhiệt có thể đánh vào hồ San Pablo ở chân núi và tạo ra những con sóng tàn phá; từ khối nón Artesón, hướng về phía bắc, dòng vụn nhiệt có thể tấn công thành phố Ibarra, với dân số gần 300.000 người. Vì lý do này, Imbabura vẫn được theo dõi chặt chẽ bởi các nhà núi lửa học.

Imbabura Volcano seen from San Pablo del Lago

## Tầm quan trọng văn hóa
Là tài nguyên địa lý nổi trội của khu vực, Imbabura có tầm quan trọng đáng kể đối với văn hóa địa phương, có liên quan đến mối quan hệ tâm linh với đất đai. Ngọn núi đôi khi được nhân cách hóa tại địa phương với tên gọi Taita Imbabura, hoặc "Papa" Imbabura. Trên thực tế, Imbabura được coi là người bảo vệ linh thiêng của khu vực.
Một trong những tảng đá được vụ phun trào cuối cùng của Imbabura đẩy ra, lăn xuống gần đó ở Peguche, được các dân tộc tiền Inca tôn kính là Achilly Pachacamac, vị thần tối cao. Theo truyền thuyết địa phương, Mojanda và Imbabura từng ném đá qua thung lũng; nhưng Imbabura, người thường có tính đặc trưng là lăng nhăng, đã bị suy yếu do mối tình trăng hoa của mình, và tảng đá của anh ta rơi vỡ. Đá đã được tạc thành hình một khuôn mặt.
Người ta cho rằng Imbabura đã chiến đấu với Mojanda để giành tình yêu của Cotacachi, người đã trở thành vợ ông. Khi Cotacachi phủ đầy tuyết vào buổi sáng, người ta cho rằng Imbabura đã ở bên bà trong đêm. Dựa trên những truyền thuyết này, một số đỉnh núi nhỏ hơn gần đó, đặc biệt là Yanahurca (hoặc Wawa Imbabura) ở phía bắc Cotacachi, được xem là con của cả hai.
Khi trời mưa ở Otavalo và các khu vực lân cận, người ta cũng cho rằng Imbabura đang "đi tiểu" trong thung lũng.
Trên một sườn dốc phía tây, khu vực đất rời hoàn toàn giống trái tim. Khu vực này, được gọi là "trái tim của ngọn núi" được nhiều người dân yêu quý và xuất hiện trong các tác phẩm nghệ thuật địa phương miêu tả núi lửa. Khu vực này được cho là bị mê hoặc vì không có con người và động vật nào có thể mở rộng quy mô hoặc di chuyển đường dài trong khu vực.